# Parets del Vallès
Parets del Vallès är en ort och kommun i Spanien.   Den ligger i provinsen Província de Barcelona och regionen Katalonien, i den östra delen av landet, 500 km öster om huvudstaden Madrid. Parets del Vallès ligger 99 meter över havet och antalet invånare är 17 632.
Terrängen runt Parets del Vallès är platt åt nordväst, men åt sydost är den kuperad. Runt Parets del Vallès är det mycket tätbefolkat, med 1 692 invånare per kvadratkilometer. Närmaste större samhälle är Sant Martí, 17,6 km söder om Parets del Vallès. Runt Parets del Vallès är det i huvudsak tätbebyggt.